# Elecciones presidenciales de Colombia de 1978
El domingo 4 de junio de 1978 se realizaron en Colombia las votaciones para elegir Presidente de la República, resultando elegido el candidato Julio César Turbay, del Partido Liberal Colombiano.

## Candidaturas y antecedentes

### Partido Liberal Colombiano

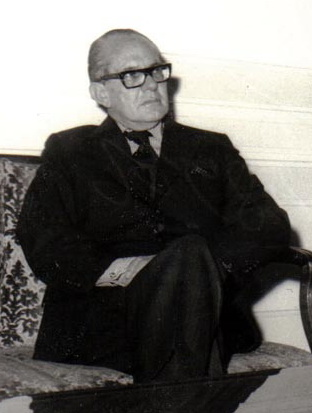
El presidente López Michelsen.

El presidente saliente Alfonso López Michelsen perdió mucha de su popularidad inicial por la enorme inflación (acuñándose el término de "Mandato Caro" para ridiculizar su lema de campaña de "Mandato Claro"), el escándalo de la vía alterna a los Llanos, y las numerosas huelgas con varios meses de duración cada una, como las del gremio médico de 1976, del Ministerio de Hacienda, del Banco Central Hipotecario, de los Cementos Samper, de Ecopetrol y el paro nacional de 1977  el más impactante de la historia de Colombia hasta 2021.
Se disputaron la candidatura el exministro Julio César Turbay y el expresidente Carlos Lleras Restrepo (quien ya había gobernado a finales de los años 60). Con el apoyo del presidente López, la candidatura de Turbay tomó fuerza, ya que sus copartidarios no veían con buenos ojos los intereses reeleccionistas de Lleras. Sin embargo, temiendo dividir el partido, Turbay, Lleras y Carlos Holmes Trujillo (candidato regional del Valle del Cauca), acordaron en el Consenso de San Carlos, que el candidato único sería aquel cuya lista al senado fuera la más votada en las elecciones de febrero.
El éxito de la lista de congresistas que apoyaba Turbay le permitió imponerse sobre sus dos contrincantes, y fue nominado como candidato único a la presidencia en marzo de 1978. Turbay pertenecía a la facción de derecha del partido, y prometió durante su campaña mano dura contra la subversión, por ese entonces representada en las FARC, el ELN y el M-19. Con el lema "El candidato de las mayorías liberales", Turbay se presentó como candidato continuador del gobierno.

### Partido Conservador Colombiano
Los conservadores que había perdido el poder al finalizar el Frente Nacional, decidieron nominar en su convención como candidato único al exministro Belisario Betancur Cuartas quien pretendía una reconstrucción moral en el partido, por las divisiones internas entre el sector ospino-pastranista (caracterizado por un conservadurismo moderado), dirigido por la ex primera dama Bertha Hernández de Ospina y el expresidente Misael Pastrana; y el sector laureano-alvarista, encabezado por el excandidato Álvaro Gómez Hurtado. 
Ospina y Gómez pactaron la candidatura de Betancur como mecanismo de unidad, para enfrentar la poderosa maquinaria del oficialismo liberal. A la campaña de Betancur, quien se presentó con el lema de "El inconforme que necesita Colombia", se adhirió el sector mayoritario de la ANAPO, liberales disidentes en contra de la candidatura de Turbay, y el partido Democracia Cristiana. Con esas adhesiones se conformó una coalición denominada Movimiento Nacional.

### Otras candidaturas
Entre los políticos que se inscribieron como candidatos estaban Julio Cesar Pernía, por la coalición conocida como Unión Nacional de Oposición (UNO), integrada para esos comicios por el Partido Comunista, sectores disidentes de la ANAPO (partido de Pernía que luego llamaría al abstencionismo) y el Movimiento Independiente Liberal.
Otras dos candidaturas de izquierda que se presentaron fueron la de Jaime Piedrahíta Cardona del Frente por la Unidad del Pueblo (coalición integrada por el MOIR y pequeños movimientos sociales) y Luz del Socorro Ramírez por la Unión Obrera y Socialista, grupo liderado por el recién fundado Partido Socialista de los Trabajadores.
También se presentó el general retirado Álvaro Valencia Tovar, excomandante del Ejército Nacional, por el derechista Movimiento de Renovación Nacional.

## Participación de los votantes
Luego del Frente Nacional, los partidos tradicionales estaban perdiendo la adhesión de sectores populares. Los acuerdos burocráticos pactados por liberales y conservadores (que abrieron la percepción de un empobrecimiento ideológico) y la ausencia de proyectos atractivos de cambio generaron al finalizar la década un electorado apático.
De acuerdo con el historiador Jorge Orlando Melo, estas elecciones trascurrieron en un ambiente de crisis de la participación electoral, ya que en las elecciones parlamentarias del año anterior, el número de votantes fue casi igual al registrado en 1958, cuando el censo electoral era la mitad del establecido en 1978.
Para estas elecciones en total acudieron 5.075.717 ciudadanos y fue la primera participación de votantes que adquirieron la ciudadanía a los 18 años, de acuerdo con lo estipulado en el Acto Legislativo n.º 1 del 18 de diciembre de 1975.

## Candidatos
La siguiente es la lista de candidatos inscritos con representación en el Congreso (por orden alfabético).
| Candidato | Candidato | Candidato                                                               | Formación | Cargos públicos |
| --------- | --------- | ----------------------------------------------------------------------- | --------- | --- |
|           |           | Julio César Turbay 61 años Lema: El candidato de las mayorías liberales | Político  | - Alcalde de Girardot (1937) - Concejal de Engativá (1937-1939) - Diputado a la Asamblea de Cundinamarca (1939-1943) - Representante a la Cámara (1943-1949) - Ministro de Minas y Petroleos (1957-1958) - Senador de la República (1962-1978) - Ministro de Relaciones Exteriores (1958-1961) - Embajador ante la ONU (1967-1968) - Presidente del Senado (1969-1970; 1974-1975) - Embajador ante el Reino Unido (1973-1974) - Embajador ante Estados Unidos (1975-1976) - Designado presidencial (1967; 1975) |
|           |           | Belisario Betancur 55 años Lema: El inconforme que necesita Colombia    | Abogado   | - Diputado a la Asamblea de Antioquia (1945-1949) - Representante a la Cámara (1951-1953) - Miembro de la Asamblea Nacional Constituyente (1953-1957) - Ministro de Educación (1960) - Ministro de Trabajo (1962-1963) - Senador de la República (1970-1978) - Embajador ante España (1975-1977) |
|           |           | Julio César Pernía 63 años UNO                                          | Abogado   | - Representante a la Cámara (1962-1974) - Senador de la República (1974-1978) |
|           |           | Jaime Piedrahita Cardona 47 años MOIR, FUP                              | Abogado   | - Representante a la Cámara (1962-1966) - Senador de la República (1966-1978) |

## Resultados
| Candidato a presidente     | Partido o movimiento                                 | Votos     |
| -------------------------- | ---------------------------------------------------- | --------- |
| Julio César Turbay Ayala   | Partido Liberal                                      | 2 503 681 |
| Belisario Betancur Cuartas | Movimiento Nacional (incluye al Partido Conservador) | 2 366 620 |
| Julio Cesar Pernia         | Unión Nacional de Oposición                          | 97 234    |
| Álvaro Valencia Tovar      | Movimiento de Renovación Nacional                    | 65 961    |
| Jaime Piedrahíta Cardona   | Frente por la Unidad del Pueblo                      | 27 059    |
| Otras candidaturas         | Otras candidaturas                                   | 7370      |
| Votos en blanco            | Votos en blanco                                      | 9923      |
| Total votos válidos        | Total votos válidos                                  | 5 057 925 |
| Votos nulos                | Votos nulos                                          | 7871      |
| Total de votantes          | Total de votantes                                    | 5 075 719 |

Notas
1. ↑  Luz del Socorro Ramírez (Unión Obrera Socialista), 6.643; Víctor Julio Gómez Hoyos (Mov. Acción Cívica Nal.), 587; Regina Betancourt de Liska (Mov. Unitario Reginista), 126; Jesús Arenas (Mov. Laborista), 14.

### Resultados por departamento
| Amazonas            | 2 399   | 61.21% | 1 479   | 37.73% |
| Antioquia           | 283 653 | 45.47% | 320 295 | 51.35% |
| Arauca              | 9 870   | 73.67% | 3 171   | 23.67% |
| Atlántico           | 80 188  | 55.04% | 57 184  | 39.25% |
| Bolívar             | 92 879  | 57.91% | 63 190  | 39.40% |
| Boyacá              | 106 412 | 39.75% | 156 357 | 58.41% |
| Caldas              | 70 333  | 36.29% | 119 002 | 61.41% |
| Casanare            | 16 335  | 90.47% | 1 483   | 8.21%  |
| Cauca               | 113 248 | 60.35% | 73 288  | 39.05% |
| Cesar               | 53 276  | 58.22% | 36 254  | 39.62% |
| Córdoba             | 109 892 | 60.62% | 70 098  | 38.67% |
| Cundinamarca        | 366 809 | 45.05% | 376 389 | 46.23% |
| Chocó               | 41 255  | 74.71% | 13 476  | 24.40% |
| Consulados          | 11 129  | 55.58% | 7 515   | 37.53% |
| Huila               | 57 605  | 43.79% | 69 088  | 52.52% |
| La Guajira          | 22 662  | 53.34% | 19 618  | 46.17% |
| Magdalena           | 67 531  | 58.27% | 45 881  | 39.59% |
| Meta                | 34 863  | 48.93% | 28 984  | 40.68% |
| Nariño              | 93 477  | 43.31% | 118 882 | 55.08% |
| Norte de Santander  | 72 823  | 38.62% | 112 416 | 59.62% |
| Putumayo            | 9 930   | 50.17% | 9 423   | 47.61% |
| Quindío             | 51 073  | 58.22% | 33 037  | 37.66% |
| Risaralda           | 57 118  | 45.83% | 63 164  | 50.68% |
| San Andrés, P. y S. | 3 413   | 58.01% | 2 028   | 34.47% |
| Santander           | 164 707 | 51.81% | 140 788 | 44.29% |
| Sucre               | 63 013  | 62.04% | 36 924  | 36.35% |
| Tolima              | 162 018 | 58.70% | 104 067 | 37.70% |
| Valle del Cauca     | 281 267 | 50.26% | 260 179 | 46.49% |
| Fuente: El Tiempo   |         |        |         |        |

#### Antioquia
| Candidato a presidente     | Partido o movimiento           | Votos   |
| -------------------------- | ------------------------------ | ------- |
| Belisario Betancur Cuartas | Partido Conservador Colombiano | 302.577 |
| Julio Cesar Turbay Ayala   | Partido Liberal Colombiano     | 242.715 |

#### Atlántico
| Candidato a presidente     | Partido o movimiento           | Votos  |
| -------------------------- | ------------------------------ | ------ |
| Julio Cesar Turbay Ayala   | Partido Liberal Colombiano     | 78.981 |
| Belisario Betancur Cuartas | Partido Conservador Colombiano | 56.082 |

#### Bogotá
| Candidato a presidente     | Partido o movimiento           | Votos   |
| -------------------------- | ------------------------------ | ------- |
| Belisario Betancur Cuartas | Partido Conservador Colombiano | 211.127 |
| Julio Cesar Turbay Ayala   | Partido Liberal Colombiano     | 198.459 |

#### Bolívar
| Candidato a presidente     | Partido o movimiento           | Votos  |
| -------------------------- | ------------------------------ | ------ |
| Julio Cesar Turbay Ayala   | Partido Liberal Colombiano     | 78.281 |
| Belisario Betancur Cuartas | Partido Conservador Colombiano | 52.065 |

#### Boyacá
| Candidato a presidente     | Partido o movimiento           | Votos   |
| -------------------------- | ------------------------------ | ------- |
| Belisario Betancur Cuartas | Partido Conservador Colombiano | 147.850 |
| Julio Cesar Turbay Ayala   | Partido Liberal Colombiano     | 102.191 |

#### Casanare
| Candidato a presidente     | Partido o movimiento           | Votos  |
| -------------------------- | ------------------------------ | ------ |
| Julio Cesar Turbay Ayala   | Partido Liberal Colombiano     | 10.742 |
| Belisario Betancur Cuartas | Partido Conservador Colombiano | 1.411  |

#### Caldas
| Candidato a presidente     | Partido o movimiento           | Votos   |
| -------------------------- | ------------------------------ | ------- |
| Belisario Betancur Cuartas | Partido Conservador Colombiano | 118.470 |
| Julio Cesar Turbay Ayala   | Partido Liberal Colombiano     | 70.108  |

#### Cauca
| Candidato a presidente     | Partido o movimiento           | Votos  |
| -------------------------- | ------------------------------ | ------ |
| Julio Cesar Turbay Ayala   | Partido Liberal Colombiano     | 83.423 |
| Belisario Betancur Cuartas | Partido Conservador Colombiano | 53.540 |

#### Chocó
| Candidato a presidente     | Partido o movimiento           | Votos  |
| -------------------------- | ------------------------------ | ------ |
| Julio Cesar Turbay Ayala   | Partido Liberal Colombiano     | 11.096 |
| Belisario Betancur Cuartas | Partido Conservador Colombiano | 4.660  |

#### Cauca
| Candidato a presidente     | Partido o movimiento           | Votos  |
| -------------------------- | ------------------------------ | ------ |
| Julio Cesar Turbay Ayala   | Partido Liberal Colombiano     | 83.423 |
| Belisario Betancur Cuartas | Partido Conservador Colombiano | 53.540 |

#### Córdoba
| Candidato a presidente     | Partido o movimiento           | Votos   |
| -------------------------- | ------------------------------ | ------- |
| Julio Cesar Turbay Ayala   | Partido Liberal Colombiano     | 102.534 |
| Belisario Betancur Cuartas | Partido Conservador Colombiano | 69.436  |

#### Cundinamarca
| Candidato a presidente     | Partido o movimiento           | Votos   |
| -------------------------- | ------------------------------ | ------- |
| Julio Cesar Turbay Ayala   | Partido Liberal Colombiano     | 146.855 |
| Belisario Betancur Cuartas | Partido Conservador Colombiano | 141.928 |

## Fuente
Carlos Augusto Noriega, Las elecciones en Colombia: siglo XX Archivado el 7 de marzo de 2009 en Wayback Machine.. Revista Credencial Historia, 1994